# Posadowskybreen
Posadowskybreen är en glaciär på Bouvetön (Norge). Den ligger i den nordvästra delen av landet, på mitten av Morgenstiernekysten.